# Râul Zănoaga, Cugir
Râul Zănoaga este un curs de apă, afluent al Râului Mare. 